# Werkschulheim
Das Werkschulheim ist eine kombinierte allgemein- und berufsbildende höhere Schulform in Österreich.
Die Schulform ist eine Sonderform des Realgymnasiums, bietet aber zusätzlich eine technische Berufsausbildung vergleichbar einer HTL an. Sie hat daher ein zusätzliches 13. Schuljahr (9. Klasse). Sie schließt mit der Reife- und Diplomprüfung ab, also mit Matura und „Gesellenbrief“ mit Gewerbeberechtigung.
Es gibt die Schulform in Österreich dreimal:
- Werkschulheim Felbertal in Ebenau, Land Salzburg, mit Internat
- Evangelisches Gymnasium und Werkschulheim[2] in Wien-Erdberg, mit Tagesbetreuung
- ab dem Schuljahr 2022/2023 Werkschulheim Telfs des Vereins Technisches Gymnasium Telfs in Telfs, Tirol[3]